# 千葉馨
千葉 馨（ちば かおる、1928年3月6日 - 2008年6月21日）は、日本のホルン奏者。NHK交響楽団の首席ホルン奏者を長く務め、「バーチ」の愛称でも知られた。妻はピアニストの本荘玲子。

## 略歴
大分県別府市出身。7歳からヴァイオリンを学び、中学校（旧制）在学中にラッパ鼓隊の一員となってホルンを学んだ。東京音楽学校に進み、在学中に日本交響楽団（現：NHK交響楽団）の研究員となり、1949年に卒業すると同時に同楽団の正団員となった。
1956年から1958年まで渡欧、デトモルト音楽大学のグスタフ・ノイデッカーおよびフィルハーモニア管弦楽団のデニス・ブレインに師事した。
日本のホルン奏者の草分け的な存在で、NHK交響楽団の首席奏者として長く活躍した。
1983年、NHK交響楽団を定年により退団。同楽団退団後は新日本フィルハーモニー交響楽団の団友として、またN響団友オーケストラ、東京佼成ウインドオーケストラなどでも演奏活動を続けた。
1993年に国立音楽大学名誉教授。他に東京藝術大学、日本大学、山形大学、名古屋音楽大学、相愛大学等で後進の指導にあたった。
国際ホルン協会、日本ホルン協会、東京ホルンクラブの名誉会員であった。
2005年に動脈瘤破裂で倒れて意識不明となり、2008年6月21日に東京都小平市で死去。

## その他
- 日本人として初めて、モーツァルトのホルン協奏曲全曲録音を行った（指揮は岩城宏之）。
- ヘルベルト・フォン・カラヤンからベルリン・フィルハーモニー管弦楽団への移籍を打診されたが、辞退したという逸話がある[3][1]。
- 没後、キングレコードから2枚組CD「千葉馨、永久に」が発売され、上記モーツァルトを始め主な音源が収録されて聴くことができる。
- 『パスタ 壁の穴』にキャビアを持ち込み、それを使ったメニューを作ってくれるように頼んだ。その結果生まれたのが、オリジナル・メニューの「たらこスパゲッティ」[4]。